# Jobinia samuelssonii
Jobinia samuelssonii är en oleanderväxtart som först beskrevs av Gustaf Oskar Andersson Malme, och fick sitt nu gällande namn av Liede och Meve. Jobinia samuelssonii ingår i släktet Jobinia och familjen oleanderväxter. Inga underarter finns listade i Catalogue of Life.